# Prefettura di Ouaka
La prefettura di Ouaka è una delle quattordici prefetture della Repubblica Centrafricana. La sua capitale è Bambari. 